# Weiden an der March
Weiden an der March è un comune austriaco di 1 005 abitanti nel distretto di Gänserndorf, in Bassa Austria.